# Leal 2, Comando Yaguareté
Leal 2, Comando Yaguareté es una película de acción paraguaya de 2023 dirigida por Armando Aquino & Mauricio Rial y escrita por Andrés Gelós, Natacha Caravia & Alejandro Cabral Theobald. Es una secuela de la película de 2018 Leal, solo hay una forma de vivir. Protagonizada por Andrea Quattrocchi y Lali González. Se estrenó el 31 de agosto de 2023 en cines paraguayos.
Fue seleccionada como la entrada paraguaya a mejor película internacional en la 96.ª edición de los Premios Óscar.

## Sinopsis
Betty Jara, una experimentada exmiembro de la Senad que se desempeña como jefa de investigaciones al amparo del Ministerio del Interior. Cuando uno de sus agentes es secuestrado por un grupo criminal, Betty intenta liberarlo con la ayuda de la nueva titular de la Senad, Graciela Agüero, encargada de negociar la liberación del agente a cambio de uno propio. Despiadada, Betty reúne al Comando Yaguareté para ejecutar una arriesgada operación que se vuelve cada vez más difícil cuando se dan cuenta de que no solo están luchando contra una red de narcotráfico.

## Reparto
- Andrea Quattrocchi como Betty Jara
- Lali González como Graciela Agüero
- Renato Gómez como Basilio Aldana
- Bruno Sosa Bofinger como Dante Moreira
- Félix Medina como Agente Ibáñez
- Amambay Narváez como Agente Cynthia
- Germano Holanda como Caco
- Ana María Imizcoz como Elvira
- Mauricio A. Jortack como Roberto 'Curepa Corazón' Vallejos
- Rafael Kohan como Alfredo
- Fabio Chamorro como Chamorro
- Victoria Fretes como Julieta Ibáñez
- David Gerber como ruso
- Hugo Jesús González como Secretario de Caco
- Silvio Rodas como Coronel Fernández (exministro)
- Calolo Rodríguez como Antonio Quiñonez (Ministro)
- Sergio Quiñonez Román como Tembleque
- Antonella Zaldívar como Esposa Ibáñez
- Luis Zorrilla como Hombre de confianza de Dante

## Producción
La fotografía principal tuvo una duración de 30 días realizada íntegramente en Paraguay en ciudades como Asunción, Lambaré, Mariano Roque Alonso, Luque, Paraguarí y Ciudad del Este.